# Kärkejaure (Jukkasjärvi socken, Lappland, 754543-164269)
Kärkejaure är en sjö i Kiruna kommun i Lappland och ingår i Torneälvens huvudavrinningsområde. Sjön har en area på 0,114 kvadratkilometer och ligger 818 meter över havet.

## Delavrinningsområde
Kärkejaure ingår i det delavrinningsområde (754519-164323) som SMHI kallar för Mynnar i Lävasjåkka. Medelhöjden är 894 meter över havet och ytan är 26,72 kvadratkilometer. Räknas de 2 avrinningsområdena uppströms in blir den ackumulerade arean 52,49 kvadratkilometer. Valasjåkka som avvattnar avrinningsområdet har biflödesordning 4, vilket innebär att vattnet flödar genom totalt 4 vattendrag innan det når havet efter 463 kilometer. Avrinningsområdet består mestadels av kalfjäll (97 procent). Avrinningsområdet har 0,23 kvadratkilometer vattenytor vilket ger det en sjöprocent på 0,9 procent.